# Таяние арктического льда

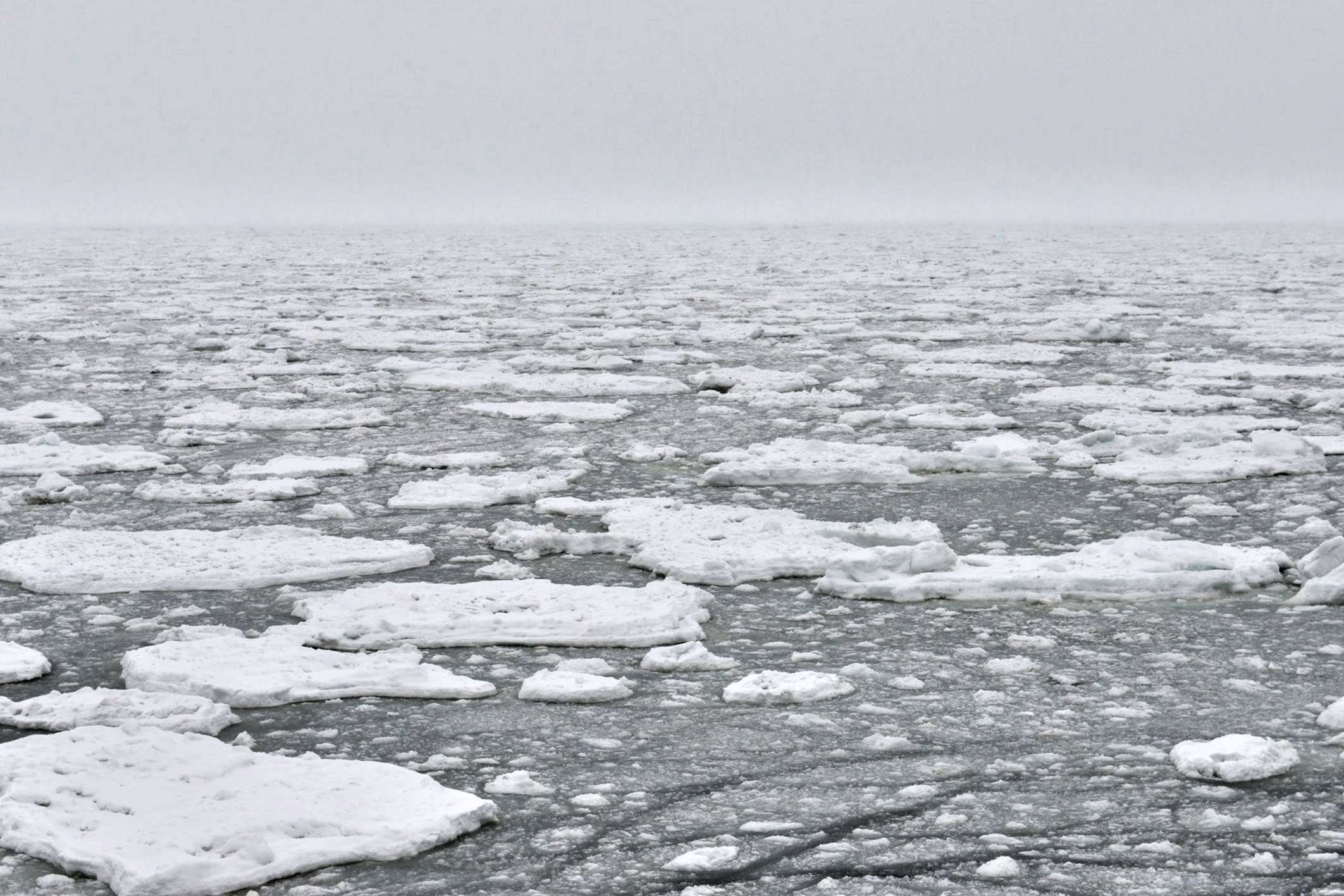
Северный Ледовитый океан, граница арктического льда, 27 августа 2014 года

Таяние арктического льда — процесс уменьшения объёма и площади морского льда в Арктике, вызванный изменением климатических условий; одно из наиболее очевидных последствий глобального потепления.

## Определения
Арктический морской лёд — область Северного Ледовитого океана, покрытая льдом.
Протяжённость морского льда — площадь океана, покрытая не менее 15 % морского ледяного покрова.
«Почти свободные ото льда условия» — протяжённость арктического морского льда менее 10 млн км² в течение как минимум пяти лет подряд.

## Проблематика

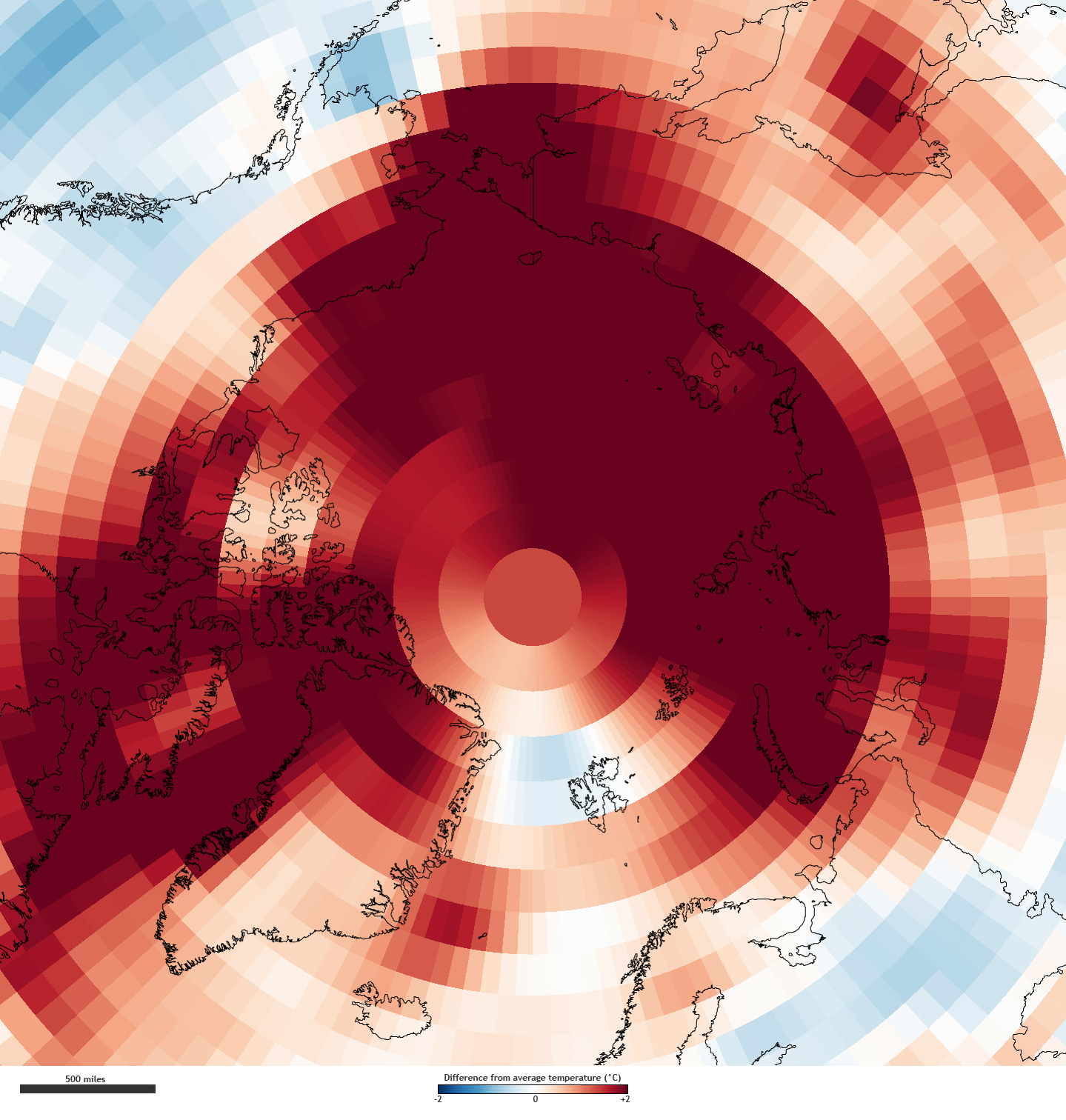
Красным показаны области, где среднегодовая температура воздуха поднялась более чем на 2 °C за период 1981—2010 годов

По наблюдениям учёных, среднегодовая температура в Арктике является самой высокой, как минимум, за последние 4000 лет и продолжает расти. Процессы потепления суши и океана усиливают потерю морского льда, а также приводят к нарушению глобальной циркуляции океана.
Поскольку суша ограничивает большую часть Арктики, морской лёд может распространяться на юг только в некоторых местах. В конце зимы арктический морской лёд покрывал в среднем 15,5 млн км², к концу лета сохранялся на территории около 6,5 млн км², однако минимальная площадь арктического морского льда с 2002 года стабильно остаётся ниже этих показателей.
С 1953 по 2006 год площадь арктического морского льда в конце летнего сезона (в сентябре) сокращалась со скоростью −7,8 % каждые 10 лет. За первые 25 лет спутниковых наблюдений, начиная с 1979 года, эта тенденция усилилась до −9,1 % за десятилетие, при этом сезон таяния льдов Арктики удлинялся со скоростью пять дней за десятилетие и преобладал более поздний осенний ледостав. К 2011 году таяние арктического морского льда ускорилось ещё больше — учёные зафиксировали показатель −12,9 ± 1,47 % за десятилетие, что соответствует снижению площади льда на 30-40 % с конца 1970-х годов.
В сентябре 2012 года был установлен рекорд минимальной площади Северного Ледовитого океана, покрытого льдом, — 3,387 млн км². Предыдущий рекорд был зафиксирован 18 сентября 2007 года (4,16 млн км²).
В 2016 году спутниковые данные показали самую низкую общую протяжённость морского льда в Арктике за январь за весь период с начала спутниковых наблюдений (с 1979 года). В сочетании со скудным ледяным покровом температура в Арктике была необычайно высокой для середины зимы. Незадолго до Нового года поток мягкого воздуха поднял температуру выше нуля на территории до 320 км от Северного полюса.
Исследование, проведённое в 2018 году, выявило уменьшение толщины морского льда на 66 % или 2,0 метра за последние шесть десятилетий и переход от постоянного льда к преимущественно сезонному ледяному покрову. Кроме того, лёд в Арктике в целом становится более молодым; за последние десятилетия количество многолетнего льда значительно сократилось. В 1988 году лёд возрастом не менее четырёх лет составлял 26 % морского льда Арктики, тогда как к 2013 году этот показатель снизился до 7 %. К началу 2010-х годов почти не осталось старого и толстого льда (возрастом не менее пяти лет) — 3 % в феврале 2012 года по сравнению с 30-40 % в 1980-х годах. Замена старого, толстого морского льда молодым, тонким льдом, который быстрее тает в летний период, приводит к резкому сокращению его площади. Такое уменьшение ледяного покрова снижает альбедо поверхности: уменьшается отражательная способность, вследствие чего больше солнечного излучения поглощается океаном, что ещё больше нагревает воду и способствует ускоренному таянию льда.
Июль 2019 года был самым тёплым месяцем в Арктике за всю историю наблюдений, что привело к самой значительной потере морского льда. В том месяце минимальная площадь морского льда была зафиксирована на уровне 7,5 млн км², а объём морского льда 8900 км³. Десятилетний тренд сокращения морского льда в сентябре 2019 года достиг −13 %, поскольку процесс образования морского льда в летние месяцы был в значительной степени затруднён. Минимальная протяжённость на 18 сентября 2019 года составляла 4,153 млн км².
В сентябре 2020 года Национальный центр данных по снегу и льду (США) сообщил, что арктический морской лёд растаял до площади 3,74 миллиона км², что является вторым по величине показателем с начала регистрации в 1979 году.
В 2024 году сентябрьский минимум арктического морского льда составил 4,29 млн км².
Таяние арктического морского льда является одной из основных движущих сил полярного усиления — явления, заключающегося в том, что полюса Земли в условиях изменения климата нагреваются быстрее, чем в среднем по планете. Вполне вероятно, что таяние морского льда также приводит к ослаблению арктического струйного течения, что может привести к более экстремальной погоде в средних широтах.
Прогнозируется, что в XXI веке изменение климата приведёт к состоянию «свободного ото льда» океана (так называемому «голубому океану»), при котором в Арктике останется менее 1 млн км² льда. Однако сроки достижения этого состояния различаются из-за сложности моделей, вариативности условий и значительной межгодовой изменчивости морского льда.
Кроме того, одним из следствий сокращения площади арктического льда является возникновением сильных штормов в Северном Ледовитом океане. Так, например, с середины августа до конца октября 2012 года во время штормов в море Бофорта наблюдались волны высотой до пяти метров. Это стало новым явлением для региона, поскольку постоянный морской ледяной покров обычно предотвращал образование высоких волн. Волновое воздействие, в свою очередь, оказывает разрушительное воздействие на морской лёд и, таким образом, может стать механизмом обратной связи, вызывающим ещё более быстрое его таяние.
В настоящее время судоходство в Арктике становится всё более возможным, и, вероятно, оно будет увеличиваться в дальнейшем. Как исчезновение морского льда, так и связанная с этим возможность увеличения активности человека в Северном Ледовитом океане представляют угрозу для местной дикой природы.

## Прогнозы потери льда в будущем
В период с 1994 по 2017 год Земля потеряла 28 триллионов тонн льда, и 7,6 триллиона тонн из них приходится на арктический морской лёд.
Предсказывая появление в скором будущем «свободного ото льда» Северного Ледовитого океана, учёные заявляют, что оценить точный год превращения его в «голубой океан» очень сложно из-за множества постоянно меняющихся факторов.
В 2006 году Университетская корпорация атмосферных исследований (UCAR) при финансовой поддержке Национального научного фонда (NSF), Министерства энергетики (DoE) и Национального управления по аэронавтике и исследованию космического пространства (NASA) разработала Модель общественной климатической системы (CCSM), одним из компонентов которой была и модель морского льда (Community Sea Ice Model, CICE). Согласно её прогнозам, «почти свободные ото льда условия» в Арктике наступят к сентябрю 2040 года.
В статье 2009 года Муин Ван и Джеймс Э. Оверленд в рамках Проекта взаимного сравнения связанных моделей (CMIP) на основе прогнозов шести климатических моделей CMIP3 оценили наступление «почти свободных ото льда условий» в Северном Ледовитом океане примерно к сентябрю 2037 года, с вероятностью, что это может произойти уже в 2028 году. В 2012 году они повторили эксперимент с моделями CMIP5 и обнаружили, что при сценарии самых высоких выбросов парниковых газов RCP 8.5, безлёдный сентябрь впервые наступает между 14 и 36 годами после базового 2007 года, со средним значением 28 лет (то есть около 2035 года).
В том же 2009 году Жюльен Боэ, Алекс Холл и Синь Цю провели исследование с использованием восемнадцати климатических моделей CMIP3, которое дало прогноз наступления «почти свободных ото льда условий» в Арктике незадолго перед 2100 годом при сценарии средних выбросов парниковых газов в будущем.
В 2012 году другая группа исследователей использовала модели CMIP5 и их сценарий умеренных выбросов RCP 4.5 (который представляет несколько меньшие выбросы, чем сценарий CMIP3) и обнаружила, что, хотя их средняя оценка не учитывала отсутствие льда в Арктике до конца XXI века, «почти свободные ото льда условия» в 2045 году были в пределах одного стандартного отклонения от среднего значения.
В 2013 году те же исследователи сравнили прогнозы наиболее эффективной подгруппы моделей CMIP5 с результатами тридцати существующих моделей, которые были ограничены данными истории наблюдений. В целом, согласно прогнозу RCP 8.5, в сентябре между 2054 и 2058 годами океан будет свободным ото льда, а согласно RCP 4.5, океан приблизится к порогу отсутствия льда в 2060-х годах, но не пересечёт его к концу столетия, при этом протяжённость морского льда останется на уровне 1,7 млн км².
В 2014 году Пятый оценочный доклад Межправительственной группы экспертов Организации Объединённых Наций по изменению климата указал на риск наступления безлёдного лета в Арктике примерно в 2050 году при сценарии максимально возможных выбросов парниковых газов.
В Третьей национальной оценке климата США (NCA), опубликованной 6 мая 2014 года, сообщается, что Северный Ледовитый океан, как ожидается, освободится ото льда летом до середины века. Те её модели, которые лучше всего соответствуют историческим тенденциям, прогнозируют, что Арктика летом будет «почти свободна ото льда» к 2030-м годам.
В 2021 году в Шестом оценочном докладе Межправительственной группы экспертов Организации Объединённых Наций по изменению климата была сделана оценка «высокой уверенности» в том, что Северный Ледовитый океан станет «почти свободным ото льда» в сентябре до 2050 года при всех сценариях Общих социально-экономических путей (Shared Socioeconomic Pathways, SSPs).
В документе, опубликованном в 2021 году, показано, что модели CMIP6, которые лучше всего учитывают тенденции арктического морского льда, прогнозируют первые «почти свободные ото льда условия» примерно в 2035 году в рамках SSP5-8.5, то есть при сценарии постоянного увеличения выбросов парниковых газов.
В 2022 году группа китайских исследователей, взвесив несколько прогнозов CMIP6, пришла к выводу, что первый год освобождения Арктики ото льда, скорее всего, наступит между 2040 и 2072 годами при сценарии SSP3-7.0.

## Воздействие на окружающую среду

### Глобальное потепление

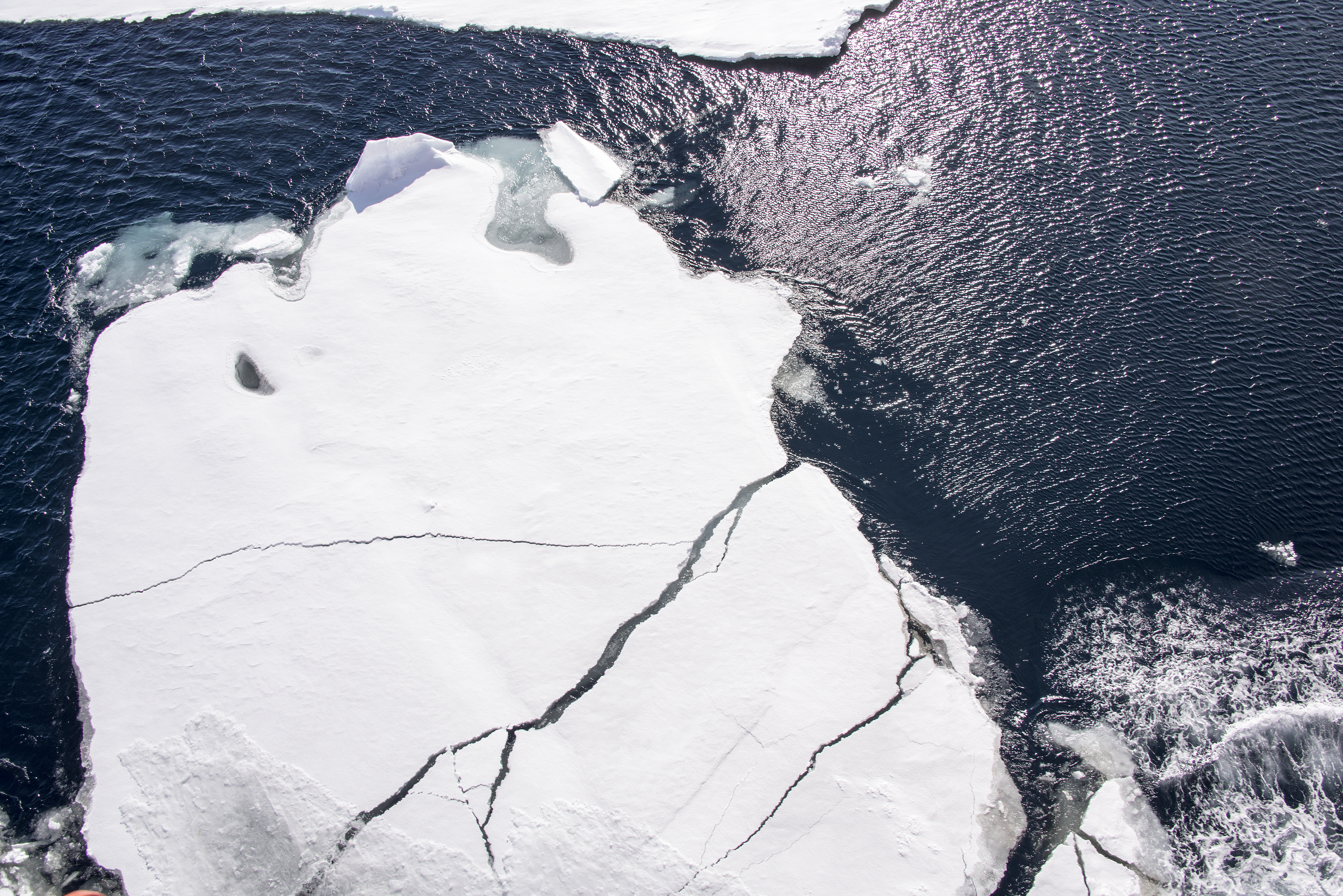
Тёмная поверхность океана отражает лишь 6 % поступающей солнечной радиации; морской лёд отражает от 50 до 70 %

В соответствии с Парижским соглашением 2015 года в рамках Рамочной конвенции ООН об изменении климата страны-участники удерживают повышение глобальной средней температуры на уровне значительно ниже 2 °C по сравнению с доиндустриальным уровнем и «прилагают усилия» по ограничению повышения температуры до 1,5 °C выше доиндустриального уровня. Однако вопрос, смогут ли сценарии выбросов, реализуемые в рамках Парижского соглашения, предотвратить отсутствие льда в Арктике остаётся открытым. Также до конца неясно, каковы будут различия в воздействии на арктический морской лёд при глобальном потеплении на 1,5 °C и на 2,0 °C.
Одно из исследований 2018 года показывает, что до того, как глобальное потепление достигнет 1,5 °C, 2,0 °C и 3,0 °C, вероятность хотя бы один раз достичь свободной ото льда Арктики составляет 10 %, 80 % и 100 % соответственно. При этом подчёркивается, что вероятности отсутствия льда, полученные из переходных периодов потепления, применимы только к периоду до достижения целевых температурных показателей. Как эти вероятности будут развиваться после стабилизации глобальной температуры — конечного целевого состояния, предусмотренного Парижским соглашением, неизвестно. Учитывая ожидаемое запоздалое потепление океана, вполне возможно, что морской лёд может продолжать сокращаться после стабилизации глобальной средней приземной температуры, что увеличивает вероятность освобождения Арктики ото льда. Более того, даже когда среднее значение температуры стабилизируется, внутренняя изменчивость может периодически приводить к освобождению Арктики ото льда — фактор, который невозможно определить количественно с помощью моделирования переходного потепления.
Арктический морской лёд поддерживает прохладную температуру полярного региона и оказывает важное влияние на климат всей планеты. Его яркая блестящая поверхность отражает солнечный свет арктическим летом; тёмная поверхность океана, освобождённая от тающего льда, поглощает больше солнечного света и становится теплее, что увеличивает общее теплосодержание океана и способствует дальнейшей потере морского льда в сезон таяния, а также потенциально задерживает его восстановление во время полярной ночи. По оценкам учёных, уменьшение количества арктического льда в период с 1979 по 2011 год стало причиной дополнительного радиационного воздействия, эквивалентному четверти всех выбросов CO2 за тот же период и 10 % совокупного увеличения выбросов CO2 с начала промышленной революции. По сравнению с другими парниковыми газами, радиационное воздействие от таяния арктического льда оказало такой же эффект, как от кумулятивного увеличения концентрации закиси азота или почти половины кумулятивного увеличения концентрации метана.
Влияние сокращения морского льда в Арктике на глобальное потепление в будущем будет усиливаться по мере исчезновения всё большего и большего количества льда. Эта обратная связь была учтена во всех моделях CMIP5 и CMIP6 и включена во все прогнозы потепления, которые они предлагают.

### Безлёдное лето и безлёдная зима

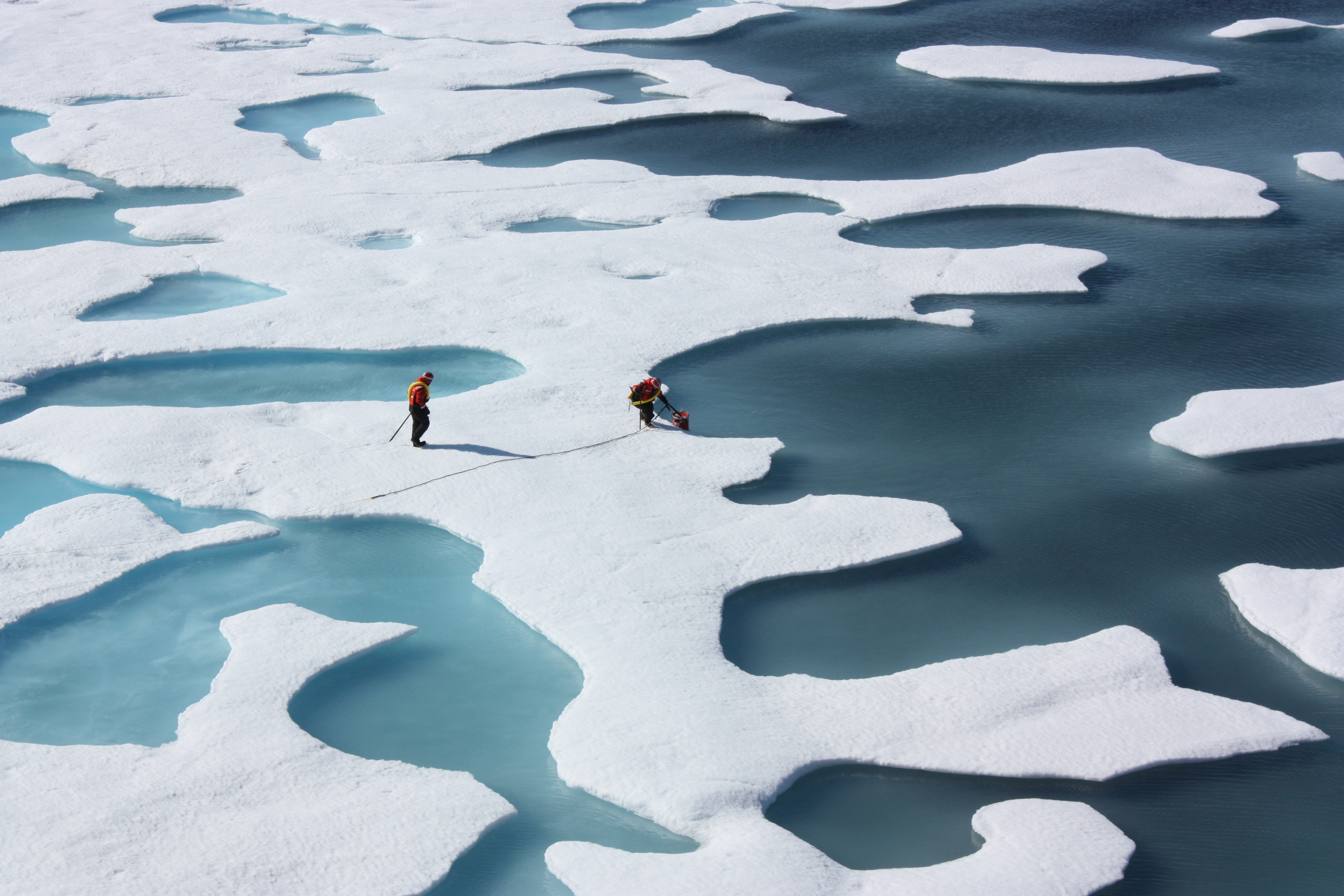
Проталины, образующиеся на поверхности морского арктического льда летом (12 июля 2011)

В Шестом оценочном докладе Межправительственной группы экспертов Организации Объединённых Наций по изменению климата с высокой степенью уверенности говорится, что не существует ни гистерезиса, ни переломного момента в потере арктического морского льда летом. Это объясняется повышенным влиянием стабилизирующей обратной связи по сравнению с обратной связью по альбедо льда. В частности, более тонкий морской лёд приводит к увеличению потерь тепла зимой, создавая петлю отрицательной обратной связи и противодействуя положительной обратной связи по альбедо льда. Таким образом, морской лёд восстановится даже после настоящего безлёдного лета в течение следующей зимы, и если следующее арктическое лето будет менее тёплым, океан сможет избежать отсутствия льда. Однако более высокие уровни глобального потепления задержат восстановление после периодов отсутствия льда и сделают их более частыми и ранними летом. В 2018 году было подсчитано, что безлёдный сентябрь будет происходить один раз в 40 лет при глобальном потеплении на 1,5 °C, один раз в 8 лет при глобальном потеплении на 2 °C и один раз каждые 1,5 года при глобальном потеплении на 3 °C.
Высокий уровень глобального потепления может в конечном итоге помешать и образованию морского льда во время арктической зимы. Это явление известно как «безлёдная зима», и его наступление будет означать полную потерю арктического льда в течение года. Оценка 2022 года показала, что, в отличие от безлёдного лета, это может стать необратимым переломным моментом. По сравнению с климатическими показателями 2022 года безлёдная зима в Арктике может добавить до 0,6 °C к уровню глобального потепления, а региональное потепление составит от 0,6 до 1,2 °C.

### Арктическое усиление
Глобальное потепление в Арктике происходит намного быстрее, чем в остальном мире, как по наблюдениям, так и по данным климатического моделирования. В 2021—2022 годах было обнаружено, что с 1979 года потепление за Полярным кругом происходило почти в четыре раза быстрее, чем в среднем по миру, а некоторые точки в районе Баренцева моря прогревались в семь раз быстрее, чем в среднем по миру. Это явление известно как арктическое усиление. Его причины до сих пор до конца не изучены и являются предметом обсуждений. Однако замечено, что арктическое усиление тесно связано с таянием морского льда: исследования климатических моделей показывают, что наиболее крупные арктические усиления происходят только с октября по апрель (то есть в холодное время года, когда эффект альбедо невелик) и только в районах со значительной потерей морского льда. Арктическое усиление в значительной степени исчезает, когда ледяной покров неизменен.
Хотя Арктика остаётся одним из самых холодных мест на Земле, арктическое усиление влияет на то, что температурный градиент между Арктикой и более тёплыми частями земного шара будет продолжать уменьшаться с каждым десятилетием глобального потепления. Если этот градиент будет иметь сильное влияние на арктическое струйное течение, то со временем оно станет слабее и изменчивее, что позволит большему количеству холодного воздуха из полярного вихря просачиваться в средние широты и замедлит развитие волн Россби, что, в свою очередь, приведёт к более устойчивой и более экстремальной погоде.

### Лёд Баренцева моря
Баренцево море является самой быстро нагревающейся частью Арктики, и в некоторых оценках лёд Баренцева моря рассматривается как отдельная точка невозврата. Предполагается, что он может навсегда исчезнуть, как только глобальное потепление превысит 1,5 °C.
В период с 1991 по 2020 год температура приземного воздуха в районе Баренцева моря испытала рекордно высокое годовое потепление до 2,7 °C за десятилетие, при этом северная часть Баренцева моря потеплела со скоростью, в 5-7 раз превышающей средние показатели глобального потепления. В более тёплый осенний сезон северная часть Баренцева моря достигала ускоренного потепления до 4,0 °C за десятилетие в период с 2001 по 2020 год. В северной части моря зимняя потеря льда (из-за более тёплых вод, поступающих из Атлантического океана) более выражена. По мере того как подповерхностные воды становятся теплее и солёнее, они поднимаются на поверхность и препятствуют образованию морского льда.
Ускоренное потепление в этом регионе облегчает обнаружение любых потенциальных связей между состоянием морского льда и погодными условиями в других местах. Первое исследование, предполагающее связь между сокращением плавучего льда в Баренцевом море, соседствующим с ним Карском море и более интенсивными зимами в Европе, было опубликовано в 2010 году. С тех пор эта тема является предметом пристального изучения. Например, в исследовании 2019 года уменьшение ледяного покрова в этих морях было названо причиной 44 % тенденции похолодания в Центральной Евразии в 1995—2014 годах, что намного превышает значение, полученное с помощью климатического моделирования. Другое исследование того же года предполагает, что сокращение ледяного покрова Баренцева и Карского морей уменьшает снежный покров в Северной Евразии, но увеличивает его в Центральной Европе. Выявлены также потенциальные связи с летними осадками: была предложена связь между уменьшением площади льда Баренцева и Карского морей в ноябре-декабре и увеличением количества осадков в июне над Южным Китаем. В одной статье даже была выявлена связь между протяжённостью льда Карского моря и ледяным покровом озера Кукунор на Тибетском нагорье. При этом некоторые исследования обнаруживают связи, которые статистически устойчивы, но нелинейны по своей природе. Так, два отдельных исследования, опубликованные в 2021 году, показывают, что, хотя осенняя потеря льда этих двух морей приводит к более прохладным евразийским зимам, потеря ими льда зимой делает евразийские зимы более тёплыми; в свою очередь, по мере того, как потеря льда ускоряется, риск более суровых экстремальных зим в Евразии уменьшается, в то время как риск аномальной жары весной и летом увеличивается.
Однако подобные исследования часто допускают те же неопределённости, что и более широкие исследования таяния арктического морского льда, и это позволяет подвергать сомнению полученные данные.

### Другие возможные воздействия на погоду
В 2019 году было высказано предположение, что сокращение морского льда вокруг Гренландии осенью влияет на снежный покров во время евразийской зимы, что, в свою очередь, усиливает корейский летний муссон и косвенно влияет на индийский летний муссон.
Исследования 2021 года показали, что осенняя потеря льда в Восточно-Сибирском и Чукотском морях, а также море Бофорта может влиять на весеннюю температуру в Евразии. Осеннее сокращение морского льда на одно стандартное отклонение в этом регионе снизит среднюю весеннюю температуру в Центральной России почти на 0,8 °C, одновременно увеличив вероятность холодных аномалий почти на треть.

### Химия атмосферы
Исследование 2015 года пришло к выводу, что таяние морского льда в Арктике ускоряет выбросы метана из арктической тундры, причём выбросы в 2005—2010 годах были примерно на 1,7 млн тонн выше, чем были бы при наличии морского льда на уровне 1981—1990 годов. Исследователи ожидают, что по мере дальнейшего сокращения морского льда выбросы метана будут продолжать расти, увеличивая и температуру окружающей среды.
Трещины в арктическом морском льду подвергают морскую воду воздействию воздуха, в результате чего ртуть, содержащаяся в воздухе, поглощается водой. Это приводит к тому, что токсин ртути попадает в пищевые цепи и может негативно влиять на их звенья (рыб, животных и людей). Согласно недавнему исследованию Гарвардской школы инженерии и прикладных наук, с начала современной эры (около 1500 года н. э.) до 2023 года из-за деятельности человека концентрация потенциально токсичной ртути в атмосфере увеличилась в семь раз.

### Судоходство

Карта Северо-Западного прохода

Экономические последствия безлёдного лета и сокращения объёмов арктического льда включают увеличение количества ежегодных рейсов по морским путям Северного Ледовитого океана. Это число выросло с нуля в 1979 году до четырёхсот-пятисот вдоль Берингова пролива и до более чем сорока вдоль Северного морского пути в 2013 году. Судоходное движение через Северный Ледовитый океан, вероятно, будет расти и в дальнейшем.
В исследовании 1981 года Джеймс Хансен и его коллеги предположили, что потепление на 5-10 °C (ожидаемый ими диапазон изменения температуры в Арктике, соответствующий удвоенной концентрации CO2) может очистить ото льда Северо-Западный проход. В исследовании Эдди Беккерса, Джозефа Франсуа и Хьюго Рохаса-Ромагосы (2016 год) был сделан вывод, что глобальное потепление и таяние арктического морского льда приведут к заметным изменениям в торговых потоках между Азией и Европой, перенаправлению торговли внутри Европы, интенсивному судоходству в Арктике и существенному сокращению судоходства в Суэцком канале. Прогнозируемые изменения в торговых потоках также означают существенное давление на и без того находящуюся под угрозой арктическую экосистему.
В отчёте Копенгагенской школы бизнеса за 2016 год говорится, что крупномасштабное трансарктическое судоходство станет экономически жизнеспособным к 2040 году.
В августе 2017 года первое судно прошло Северным морским путём без использования ледоколов. Также в 2017 году финский ледокол MSV Nordica установил рекорд по самому раннему пересечению Северо-Западного прохода.

## Воздействие на дикую природу

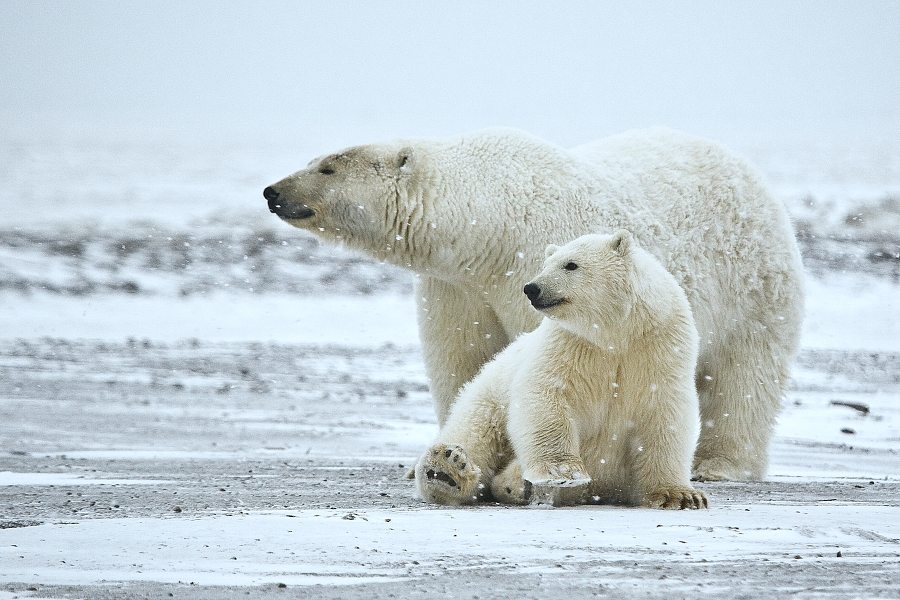
Белая медведица с детёнышем

Уменьшение количества морского льда в Арктике предоставит людям доступ к ранее отдалённым прибрежным зонам. Это может привести к нежелательному воздействию на наземные экосистемы и поставить под угрозу многие виды животных и растений.
Уже сейчас из-за более раннего таяния и позднего замерзания морского льда белые медведи вынуждены искать альтернативные источники питания. У них остаётся меньше времени на охоту на исторически предпочитаемую добычу — детёнышей тюленей, и им приходится проводить больше времени на суше и охотиться на других животных. В результате их рацион становится менее питательным, что ведёт к уменьшению размеров тела и воспроизводства животных. Белые медведи занесены в список видов, находящихся под угрозой исчезновения, и классифицируются как «уязвимые» с сокращающейся популяцией в Красном списке Международного союза охраны природы и природных ресурсов. Согласно последним прогнозам климатических моделей, удлинение безледового периода при глобальном потеплении до 2-2,5 °C приведёт к исчезновению белых медведей в южной части Гудзонова залива, а при глобальном потеплении до 2,5-3 °C — в западной части залива.
Уменьшение площади морского льда привело к 2023 году к сокращению численности популяций и изменению поведения таких видов, как кольчатые нерпы, гренландские тюлени и белухи, а также к миграции на север неарктических видов.
Таяние арктического морского льда связано с сокращением бореальных лесов в Северной Америке и, как предполагается, завершится усилением режима лесных пожаров в этом регионе.
Первичная продуктивность морского льда является ключевым элементом арктических экосистем, влияя на пищевые цепи и углеродные циклы. В Арктике количество водорослей, производимых на морском льду, сильно отличается в разных регионах по сравнению с водорослями в открытом море (пелагической продукцией). Полученные со спутника данные о чистой первичной продукции (NPP) на совокупной площади полигонов Баренцева моря свидетельствуют об общей тенденции повышения NPP в период 1998—2016 годов. Заметный рост отмечен в восточных регионах (северо-восток и юго-восток), где с годами протяжённость морского льда уменьшилась. Между хлорофиллом площади открытой воды (акватории, свободной ото льда) и NPP имеется высокозначимая статистическая взаимосвязь. Увеличение свободной ото льда акватории обеспечивает более благоприятную среду для роста фитопланктона, так как сезон роста (количество дней с водой, свободной ото льда) удлинился.
По мере таяния арктического льда микроорганизмы, живущие в нём, производят вещества с различным воздействием на таяние и стабильность. Определённые виды бактерий в порах талого льда производят полимероподобные вещества, которые могут влиять на физические свойства льда. Команда учёных из Вашингтонского университета, изучающая это явление, выдвинула гипотезу, что полимеры могут оказывать стабилизирующее воздействие на лёд. Однако параллельные исследования обнаружили, что водоросли и некоторые микроорганизмы участвуют в создании вещества криоконит и других пигментов, которые усиливают таяние льда.